# Saint-Jean-de-Rives
Saint-Jean-de-Rives település Franciaországban, Tarn megyében. Lakosainak száma 512 fő (2022. január 1.). Saint-Jean-de-Rives Saint-Lieux-lès-Lavaur, Ambres, Giroussens, Lavaur és Lugan községekkel határos.

## Népesség
A település népessége az elmúlt években az alábbi módon változott:
| Lakosok száma | 451  | 477  | 502  | 497  | 509  | 532  | 525  | 519  | 512  |
|               | 2013 | 2015 | 2016 | 2017 | 2018 | 2019 | 2020 | 2021 | 2022 |